# Landtagswahlkreis Rastatt
Der Wahlkreis Rastatt (Wahlkreis 32) ist ein Landtagswahlkreis in Baden-Württemberg. Er umfasste bei der Landtagswahl 2021 die Gemeinden Au am Rhein, Bietigheim, Bischweier, Durmersheim, Elchesheim-Illingen, Forbach, Gaggenau, Gernsbach, Iffezheim, Kuppenheim, Loffenau, Muggensturm, Ötigheim, Rastatt, Steinmauern und Weisenbach des Landkreises Rastatt.

## Wahl 2021
Die Landtagswahl 2021 hatte folgendes Ergebnis:
| Direktkandidat   | Partei       | Stimmen in % | Landtagswahl 2016 Stimmen in % |
| ---------------- | ------------ | ------------ | ------------------------------ |
| Thomas Hentschel | Grüne        | 30,4         | 26,4                           |
| Alexander Becker | CDU          | 23,8         | 25,6                           |
| Jonas Weber      | SPD          | 13,6         | 17,6                           |
| Volker Kek       | AfD          | 12,6         | 17,6                           |
| Patrick Wilczek  | FDP          | 8,0          | 6,2                            |
| Jörg Hornung     | Freie Wähler | 3,8          | –                              |
| Norbert Maßon    | DIE LINKE    | 2,8          | 2,3                            |
| Yannick Glodzik  | Die PARTEI   | 1,3          | –                              |
| Marion Hofmann   | dieBasis     | 1,3          | –                              |
| Sandra Overlack  | KlimalisteBW | 1,1          | –                              |
| Jürgen Erhard    | WiR2020      | 0,7          | –                              |
| Robin Gscheidle  | Volt         | 0,6          | –                              |
| –                | Sonstige     | –            | 4,3                            |

## Wahl 2016
Die Landtagswahl 2016 hatte folgendes Ergebnis:
| Direktkandidat     | Partei    | Stimmen in % | Landtagswahl 2011 Stimmen in % |
| ------------------ | --------- | ------------ | ------------------------------ |
| Kirsten Lehnig     | Grüne     | 26,4         | 20,1                           |
| Sylvia Felder      | CDU       | 25,6         | 38,2                           |
| Ernst Kopp         | SPD       | 17,6         | 29,9                           |
| Manuel Speck       | AfD       | 17,6         | –                              |
| Irene Ritter       | FDP       | 6,2          | 4,1                            |
| Sascha Kleemann    | DIE LINKE | 2,3          | 2,4                            |
| Bernd Kölmel       | ALFA      | 2,0          | –                              |
| Heinz Kraft        | PIRATEN   | 1,0          | 2,2                            |
| Uwe Michael Glatz  | ödp       | 0,6          | –                              |
| Hans-Peter Grebing | NPD       | 0,4          | 1,0                            |
| Lothar Seidemann   | REP       | 0,2          | 1,1                            |
| Angelique Wiemann  | Rechte    | 00,1         | –                              |

## Wahl 2011
Die Landtagswahl 2011 hatte folgendes Ergebnis:
| Direktkandidat      | Partei    | Stimmen in % | Landtagswahl 2006 Stimmen in % | Landtagswahl 2001 Stimmen in % |
| ------------------- | --------- | ------------ | ------------------------------ | ------------------------------ |
| Karl-Wolfgang Jägel | CDU       | 38,2         | 46,0                           | 52,5                           |
| Ernst Kopp          | SPD       | 29,9         | 28,2                           | 34,0                           |
| Manuel Hummel       | Grüne     | 20,1         | 08,0                           | 04,5                           |
| Irene Ritter        | FDP       | 04,1         | 09,3                           | 04,3                           |
| Norbert Maßon       | DIE LINKE | 02,4         | WASG: 3,7                      | 0–                             |
| Thomas Richers      | PIRATEN   | 02,2         | 0–                             | 0–                             |
| Beate Weinbrecht    | REP       | 01,1         | 01,9                           | 03,4                           |
| Berthold Jung       | AUF       | 01,0         | 0–                             | 0–                             |
| Nelly Rühle         | NPD       | 01,0         | 01,3                           | 00,4                           |
| –                   | Sonstige  | 0–           | 01,6                           | 00,8                           |

Ernst Kopp (SPD) erhielt ein Zweitmandat.

## Abgeordnete seit 1976
Bei den Landtagswahlen in Baden-Württemberg hat jeder Wähler eine Stimme, mit der sowohl der Direktkandidat als auch die Gesamtzahl der Sitze einer Partei im Landtag ermittelt werden. Dabei gibt es keine Landes- oder Bezirkslisten, stattdessen werden zur Herstellung des Verhältnisausgleichs unterlegenen Wahlkreisbewerbern Zweitmandate zugeteilt.
Den Wahlkreis Rastatt vertraten seit 1976 folgende Abgeordnete im Landtag:
| Partei | Art des Mandats | Abgeordnete |
| ------ | --------------- | --- |
| CDU    | Erstmandat      | Roland Gerstner 1976, 1980, 1984 Thomas Schäuble 1988, 1992, 1996, 2001, Mandat niedergelegt zum 30. September 2004 Karl-Wolfgang Jägel nachgerückt am 1. Oktober 2004, 2006, 2011                 |
| CDU    | Zweitmandat     | Sylvia Felder 2016, Mandat niedergelegt zum 31. März 2019 Alexander Becker nachgerückt am 1. April 2019, 2021                                                                                      |
| Grüne  | Erstmandat      | Kirsten Lehnig 2016, Mandat niedergelegt zum 4. August 2016 Thomas Hentschel nachgerückt am 5. August 2016, 2021                                                                                   |
| SPD    | Zweitmandat     | Theodor Hurrle 1980 Heinz Goll 1984, 1988, 1992, 1996 Gunter Kaufmann 2001, 2006 Ernst Kopp 2011, 2016, Mandat niedergelegt zum 31. August 2018 Jonas Weber nachgerückt am 1. September 2018, 2021 |